# Jonas Félix da Silva
Jonas Félix da Silva ou simplesmente Jonas, também conhecido como o "Justiceiro da Zona Sul",  é um assassino em série brasileiro que atuava como justiceiro na Zona Sul da cidade de São Paulo. Começou sua onda de crimes em 1986, tendo matado entre 34 e mais de 50 pessoas após sua esposa ser estuprada. Foi condenado a 194 anos de prisão, mas deve ser solto em março de 2026, após cumprir 30 anos, o tempo máximo permitido pelas leis do Brasil. 
É um dos 10 maiores assassinos em série do Brasil e era, na época de sua prisão, em 1996, o maior matador de São Paulo.

## Biografia
Era casado e pai de três filhos, quando, durante um assalto, a esposa foi estuprada. A família se mudou para o bairro do Campo Limpo, também na zona sul de São Paulo, mas com medo da violência, a mulher foi embora, levando os filhos. Jonas arranjou outra esposa, Aurinete Carlos Félix da Silva, conhecida como Netinha, irmã de Lauro Gomes Gabriel, mais conhecido como Ceará. Netinha deixou Jonas anos depois e se relacionou com César Augusto Roriz Silva, o Cesinha, um dos oito fundadores do PCC (Primeiro Comando da Capital). Ceará foi depois acusado de matar, em outubro de 2002, a advogada Ana Maria Olivatto em Guarulhos, ex-mulher de Marco Willians Herbas Camacho, 54, o Marcola, o que segundo o UOL, "gerou uma das maiores guerras internas no PCC".  

## Crimes
Começou a matar em 1986 depois que sua esposa foi estuprada durante um assalto. "Em depoimentos, Jonas afirmou que só matou bandidos e que sempre agiu sozinho. Além de vários duplos homicídios, ele foi acusado de ser o autor de uma chacina que deixou cinco mortos. Ele alegou que o bando havia invadido uma festa e matado o dono da casa a machadadas", reportou o UOL. 

## Investigações
Jonas confessou os 31 casos apurados pela polícia, nos quais havia duplos homicídios e até uma chacina de cinco pessoas. Isto "eleva o número de vítimas do acusado para 50", escreveu a Folha de São Paulo. 

## Prisão e pena
Foi preso pela primeira vez em em 9 de novembro de 1992, mas fugiu em janeiro de 1994 do antigo COC (Centro de Observação Criminológica), no Carandiru, com outros companheiros de cela. Foi recapturado em 13 de março de 1996, mas no tempo em que ficou livre, matou mais três pessoas. Ao volta para a prisão, disse que não havia matado 50 pessoas. "Matei os 31 que confessei antes, mais os três que falei hoje", afirmou. 
Foi julgado pela primeira vez em abril de 1997, quando foi conenado a 30 anos de prisão por dois homicídios, os de José Antônio de Araújo e Roberto Mendes da Silva, cometidos em 1992 após eles terem tentado matar Reginaldo Alves, o Beleza, um amigo de Jonas. Na época, havia outros eis processos  prontos para ir a julgamento e cinco em andamento, além de outros seis inquéritos ainda sendo apurados. 
Cumpre pena na Penitenciária de Presidente Bernardes, mas está idoso e doente e a defesa pleiteia sua soltura por ele ter trabalhado na prisão, o que já deveria ter permitido sua liberdade em agosto de 2022. 